# Cladonia sarmentosa
Cladonia sarmentosa är en lavart som först beskrevs av Hook. f. & Taylor, och fick sitt nu gällande namn av C. W. Dodge. Cladonia sarmentosa ingår i släktet Cladonia och familjen Cladoniaceae.   Inga underarter finns listade i Catalogue of Life.